# Ленґово (Поморське воєводство)
Ленґово (пол. Łęgowo, нім. Langenau) — село в Польщі, у гміні Прущ-Гданський Ґданського повіту Поморського воєводства.
Населення — 3232 особи (2011).

## Демографія
Демографічна структура станом на 31 березня 2011 року:
|          | Загалом | Допрацездатний вік | Працездатний вік | Постпрацездатний вік |
| -------- | ------- | ------------------ | ---------------- | -------------------- |
| Чоловіки | 1582    | 370                | 1092             | 120                  |
| Жінки    | 1650    | 342                | 1036             | 272                  |
| Разом    | 3232    | 712                | 2128             | 392                  |